# Olexandrella
Olexandrella is een kevergeslacht uit de familie van de boktorren (Cerambycidae). De wetenschappelijke naam van het geslacht werd voor het eerst geldig gepubliceerd in 1959 door Zajciw.

## Soorten
Olexandrella omvat de volgende soorten:
- Olexandrella frederici Dalens, Giuglaris & Tavakilian, 2010
- Olexandrella rafaeli Galileo & Martins, 2011
- Olexandrella serotina Zajciw, 1959